# 赵尔震
赵尔震（1842-1900）， 字公威，號鐵珊，汉军正蓝旗人，清朝官员。歷任工部主事、员外郎、郎中兼欽派寶源局監督。

## 生平
赵尔震，同治十二年癸酉科舉人，同治十三年甲戌科和弟趙爾巽同科進士，翰林院庶吉士，散館改授工部主事，有同治癸酉科鄉試趙爾震硃卷。咸丰四年，太平军攻打山东阳谷，其父文颖（赵氏，1814-1854）遇难，奉旨照知府例从优赐恤，入祀昭忠祠，长子赵尔震袭云骑尉。根据清代官员档案记载如下：
“趙爾震，現年五十二嵗，係正藍旗漢軍榮康佐領下人，由世襲雲騎尉兵部候補郎中，中式同治癸酉科舉人、甲戌科進士，欽點翰林院庶吉士。丙子恩科散館，奉旨以部屬用籤分工部，光緒二年到部。七年恭辦典禮，奉旨賞戴花翎並賞加四品銜。十二年補授主事，十四年截取引見奉旨以直隸州知州用。十五年恭辦大婚典禮奉旨選直隸州，後以知府遇缺即補。俟得知府後賞加鹽運使銜，是年充會典館校對官。十八年奏補員外郎，十九年管理街道廳。二十年京察一等，經吏部帶領引見奉旨記名以道府用。”
“趙爾震現年五十五歲，係正藍旗漢軍長陞佐領下人，由世襲雲騎尉兵部候補郎中，中式同治癸酉科舉人、甲戍科進士，欽點翰林院庶吉士。丙子恩科散館，奉旨以部屬用籖分工部行走。光緒七年，襄辦典禮，賞戴花翎並加四品銜。十二年，補授主事。十四年截取奉旨記名以直隸州知州用。是年，充補會典館協修官。十五年，恭辦大婚典禮奉旨俟選直隸州，後在任以知府不用俟得知府，後加監運使銜。十八年，題補員外郎。十九年，奉旨管理街道廳。二十年，京察一等奉旨記名以道府用。二十一年，充補會典館纂修官。是年二月，題補郎中，八月奉旨簡放寶源局監督。二十三年，京察一等奉旨記名以道府用，三月俸滿截取知府。經吏部帶領引見奉旨照例用。”

## 家人
- 高祖：趙洵，兄弟有趙淳、趙濂。
- 曾祖：寅宾。
- 祖：（赵）達綸，取满名，不冠以汉姓。其弟達祿。達綸堂亲有阿林 (乾隆进士)、（趙）珠敦、寅亮、寅羲、达瀛等。达瀛娶道光帝和妃亲侄女（父延昌），达瀛的兄弟和子女同贵族多有联姻。
- 父：（赵）文颖和堂弟(趙)文起是道光25年同科进士，文起女婿正黄旗汉军衡州府知府曹裕慶，侄女曹氏嫁山東巡撫文彬之子进士延燮。
- 弟：趙爾巽、趙爾豐、趙爾萃。
- 同族赵氏：众多，列举几例姻亲如下。一赵氏，乃进士承齡（裕瑚鲁氏）之母，其父正蓝旗汉军趙寅亮，胞叔乾隆辛丑科進士阿林 (乾隆进士)，堂姊赵氏嫁正蓝旗满洲、嘉慶辛酉科進士他塔喇氏秀堃，胞姊赵氏嫁内务府正白旗汉军李氏舒辰，父内务府六库郎中兼骁骑参领恒林，嫡堂弟道光九年（1829年）己丑科进士舒貴。一赵氏，进士承齡（裕瑚鲁氏）之妻，父正蓝旗汉军趙達誠，祖父趙寅亮；承齡的妻、母均属正蓝旗汉军、清末東三省總督趙爾巽家族。一赵氏，父正蓝旗汉军赵达瀛，祖伯父乾隆辛丑科进士阿林 (乾隆进士)，曾祖乾隆癸酉科举人赵淳。赵氏，阿林 (乾隆进士)侄孫女，嫁山東巡撫文彬之子延照。一赵氏，阿林 (乾隆进士)孫女，嫁礼部尚书贵庆子吏部郎中宝源局监督浙江嘉興府知府瑞琇。一赵氏嫁杨佳氏鍾祥 (嘉慶進士)堂兄弟浙江嘉興府知府進士鍾裕。一赵氏嫁将军明誼。一赵氏，阿林 (乾隆进士)侄孫女，嫁徐桐之子徐承熊。一赵氏嫁英廉后代（冯氏）巴揚阿。一赵氏嫁總督柏貴。一赵氏嫁张氏保淳。一赵氏嫁李質穎曾孫、安齡侄進士(李氏)豐安。一赵氏嫁道光帝和妃侄子湖北按察使福珠隆阿。另有赵氏女子和宗室爱新觉罗氏联姻较多。
- 友：御史端良（字号简廷），尚书贵庆孙，端良在光绪《甲午日录》中有众多记录和赵铁珊（赵尔震，号铁珊）等人的交往[2]，其叔母赵氏（端良父亲福建巡抚瑞璸弟瑞琇妻）来自此赵氏家族。